# فینال جام یوفا ۱۹۹۰

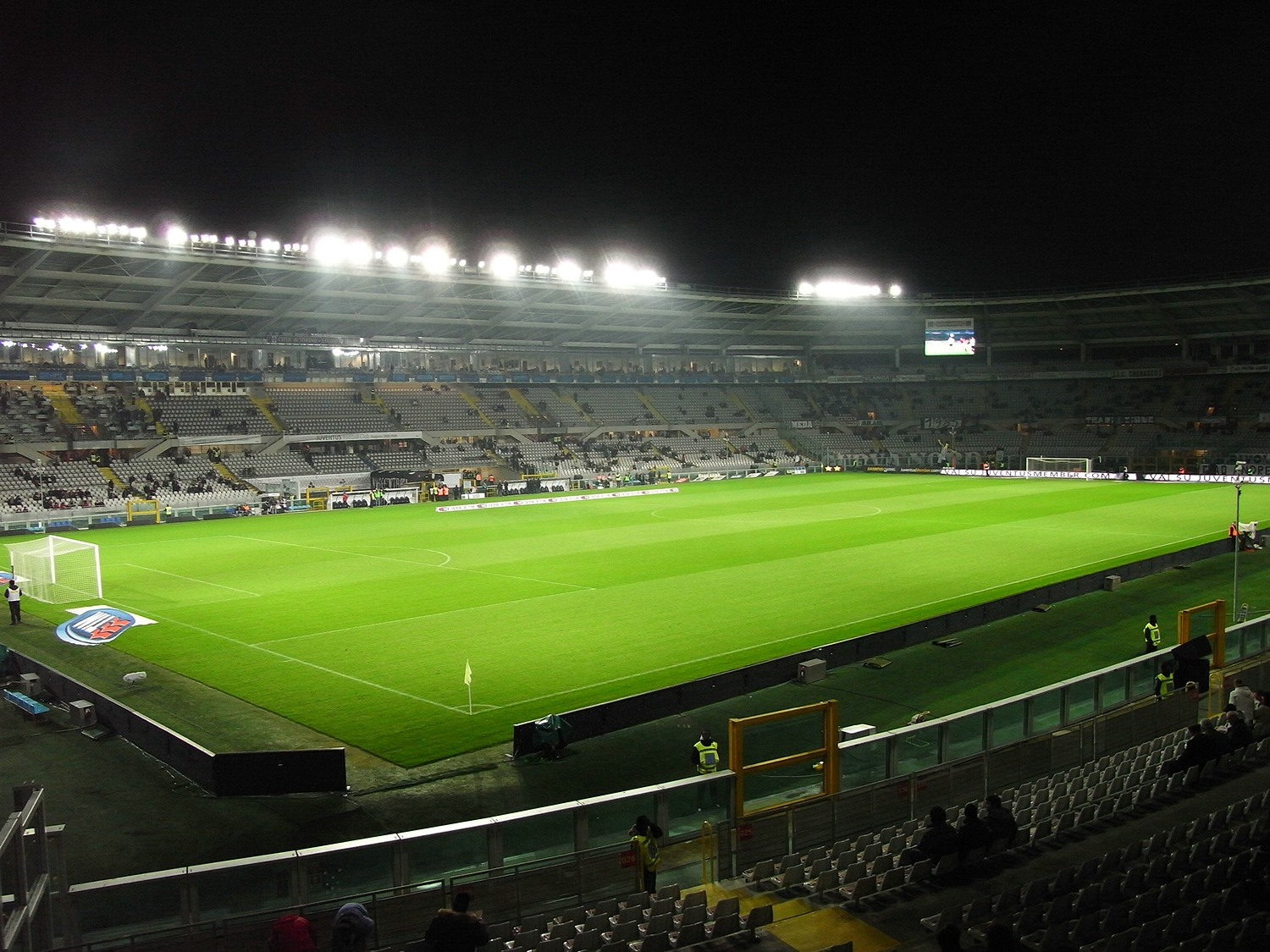
ورزشگاه المپیک تورین

فینال جام یوفا ۱۹۹۰، رقابت پایانی جام یوفا در سال ۱۹۹۰ میلادی است که مابین دو تیم باشگاه فوتبال یوونتوس و باشگاه فوتبال فیورنتینا برگزار شده‌است.
این مسابقه که در تاریخ‌های ۲ مه ۱۹۹۰ و ۱۶ مه ۱۹۹۰ انجام شده‌است در مجموع با نتیجه ۳ بر ۱ به سود باشگاه فوتبال یوونتوس به پایان رسید.